# Tiko (Fußballspieler)
Tiko, mit vollem Namen Roberto Martínez Rípodas (* 15. September 1976 in Pamplona), ist ein ehemaliger spanischer Fußballspieler.
Tiko begann seine Karriere in den Mannschaften von CA Osasuna. Seit seinem Wechsel zu Athletic Bilbao im Sommer 1999 etablierte sich Martinez, der nur Tiko genannt wird, rasch in der ersten Elf. In den vergangenen zwei Saisons verlor er jedoch seinen festen Platz im Team und kam meist nur zu Teileinsätzen. Bei einem Länderspiel der baskischen Auswahl gegen Katalonien im Herbst 2006 (Endstand 2:2) zog er sich zudem einen Kreuzbandriss zu, der bislang sein Comeback verhindert hat.
In seinen insgesamt zehn Saisons bei Athletic Bilbao bestritt er fast 200 Spiele in der ersten spanischen Liga und erzielte dabei 21 Tore. Im Jahr 2008 verließ er Bilbao zu SD Eibar, wo er ein Jahr später seine Laufbahn beendete.
Tiko hat ein Spiel für die spanische Nationalmannschaft und drei für die Baskische Fußballauswahl bestritten.